# Чивере
Чивере (Báxoje-Jíwere-Ñút’achi, Iowa-Oto, Iowa-Otoe-Missouria) — мёртвый сиуанский язык, на котором говорили племена айова (диалект баходже), миссури (диалект ньюатчи), ото (диалект дживере), которые порождены в регионе Великие озёра, но позже перемещались по всему Среднему Западу и равнинам. Язык был распространён на севере центральной части штата Оклахома и в резервации Айова на северо-востоке штата Канзас в США. Имел диалекты айова, ньютаджи и ото. Последний носитель чивере умер в 1996 году. В настоящее время племена говорят на английском языке. Христианские миссионеры впервые задокументировали язык чивере в 1830-х годах, но с тех пор о языке ничего опубликовано не было.